# Костолацкая культура
Костолацкая культура — археологическая культура эпохи энеолита, вариант баденской культуры. Возникла около 3250 года до н. э. в Юго-Восточной Европе (Шумадия, северная Босния, Славония, Срем), а к концу своего существования, около 3000 года до н. э., её территория простиралась до Словакии, на востоке до Трансильвании и Олтении (территория современной Румынии). Название происходит от эпонимного памятника Костолац в Сербии.
Костолацкая культура развилась на основе культур позднего неолита, которые классическая баденская культура не успела ассимилировать. После временного мирного существования этих двух культур племена костолацкой культуры были вынуждены осваивать новые территории на севере вплоть до словацких гор. Чаще всего поселения костолацкой культуры встречаются либо у природных рек (например, Церич-Пландиште близ г. Винковцы), либо в труднодоступных горных районах (Босния).
Костолацкая культура предшествует вучедольской культуре, на которую оказала сильное влияние.